# А-175 «Акула»
А-175 «Акула» — комплекс БПЛА предназначенный для всепогодного мониторинга в широком диапазоне климатических условий и сложном рельефе местности. Разработан ООО "АэроРоботикс". По заявлению разработчика комплекс создавался в сугубо гражданских целях, однако не исключено создание военной модификации.

## Состав комплекса
В состав комплекса входят; мобильный наземный пункт управления на базе полноприводного микроавтобуса, прицеп с оборудованной на нём катапультной установкой и два БПЛА. Комплекс обслуживают три человека: пилот-оператор, техник БПЛА и механик-водитель. Целевая нагрузка БПЛА состоит из цифрового аппарата и всепогодной видеокамеры высокого разрешения с круглосуточным режимом работы. С начала 2010 года "АэроРоботикс" велась разработка собственной поворотной стабилизированной видеокамеры формата Full HD. Навигация осуществляется по сигналам ГЛОНАСС и GPS. 

## Конструкция

### Технические характеристики
- Экипаж: нет
- Длина:  м
- Размах крыла:  м
- Высота: м
- Площадь крыла: м²
- Профиль крыла:
- Масса пустого:  кг
- Масса снаряжённого:
- Нормальная взлётная масса:  75 кг
- Максимальная взлётная масса:   кг
- Масса полезной нагрузки: 5-15 кг
- Двигатель 1
- Мощность: л.с.[1]

### Лётные характеристики
- Максимальная скорость: 250 км/ч
- Крейсерская скорость:
- Максимальный радиус действия:
  - По командной радиолинии: 100 км
  - В автоматическом режиме с заранее запрограммированной посадкой: 700 км
- Максимальная продолжительность полёта:
  - С полезной нагрузкой массой 5 кг: 7 ч
  - С полезной нагрузкой массой 15 кг: 3 ч
- Практический потолок: 4000 м
- Скороподъёмность:  м/с
- Нагрузка на крыло:  кг/м²
- Тяговооружённость: Вт/кг
- Максимальная эксплуатационная перегрузка:[1]